# Session Description Protocol
Session Description Protocol jest formatem opisu parametrów do inicjalizacji mediów strumieniowych. Został opublikowany przez IETF jako dokument RFC 2327 ↓.
SDP zaistniał jako składnik Session Announcement Protocol (SAP), ale znalazł zastosowanie w połączeniu z Real Time Streaming Protocol (RTSP), Session Initiation Protocol (SIP) oraz jako samodzielny format do opisu sesji multikastowych.